# Juru
Juru este un oraș în Paraíba (PB), Brazilia.